# Unité urbaine de Niort
L'unité urbaine de Niort est une unité urbaine française centrée sur la ville de Niort, préfecture et ville principale des Deux-Sèvres, en région Nouvelle-Aquitaine.

## Données générales
En 1975, l'unité urbaine de Niort était constituée de deux communes urbaines, Niort, la ville-centre  (62 267 habitants à cette date) et la petite commune d'Aiffres. Elle était la première unité urbaine des Deux-Sèvres avec 64 128 habitants.
Aux deux recensements suivants, 1982 et 1990, l'unité urbaine de Niort ne s'est pas agrandie mais sa population a fortement diminué passant à 61 131 habitants.
En 1999, cette unité urbaine a incorporé une troisième commune, Chauray et comptait alors 66 092 habitants.
C'est lors de la dernière délimitation de 2010 que l'unité urbaine de Niort s'est agrandie d'une quatrième commune, Bessines.
En 2010, selon l'INSEE, l'unité urbaine de Niort est composée de quatre communes, toutes situées dans les Deux-Sèvres, dans l'arrondissement de Niort. Elle demeure toujours et de loin la première unité urbaine du département des Deux-Sèvres, se situant loin devant les unités urbaines de Bressuire, Parthenay, Thouars et Saint-Maixent-l’École, ces dernières ayant chacune une population comprise entre 10 000 et 20 000 habitants.
Dans le nouveau zonage réalisé en 2020, elle est composée des quatre mêmes communes. 
En 2022, avec 74 552 habitants, elle représente la 1re unité urbaine du département des Deux-Sèvres et occupe le 10e rang dans la région Nouvelle-Aquitaine.
En 2022, sa densité de population s'élève à 622 hab/km2. Par sa superficie, elle représente 2 % du territoire départemental mais, par sa population, elle regroupe 19,86 % de la population du département des Deux-Sèvres.

## Composition 2020 de l'unité urbaine
Elle est composée des quatre communes suivantes :
| Nom                  | Code Insee | Département | Statut       | Superficie (km2) | Population (dernière pop. légale) | Densité (hab./km2) | Modifier                                    |
| -------------------- | ---------- | ----------- | ------------ | ---------------- | --------------------------------- | ------------------ | ------------------------------------------- |
| Niort (ville-centre) | 79191      | Deux-Sèvres | ville-centre | 68,20            | 60 074 (2022)                     | 881                | modifier les données · modifier les données |
| Aiffres              | 79003      | Deux-Sèvres | banlieue     | 25,72            | 5 423 (2022)                      | 211                | modifier les données · modifier les données |
| Bessines             | 79034      | Deux-Sèvres | banlieue     | 11,41            | 1 882 (2022)                      | 165                | modifier les données · modifier les données |
| Chauray              | 79081      | Deux-Sèvres | banlieue     | 14,50            | 7 173 (2022)                      | 495                | modifier les données · modifier les données |

## Évolution démographique
| 1968   | 1975   | 1982   | 1990   | 1999   | 2006   | 2011   | 2016   | 2022   |
| ------ | ------ | ------ | ------ | ------ | ------ | ------ | ------ | ------ |
| 58 930 | 67 204 | 66 304 | 66 923 | 67 450 | 69 566 | 71 046 | 73 105 | 74 552 |

#### Données générales
- Unité urbaine en France
- Aire d'attraction d'une ville
- Liste des unités urbaines de France

#### Données démographiques en rapport avec l'unité urbaine de Niort
- Aire d'attraction de Niort
- Arrondissement de Niort

#### Données démographiques en rapport avec les Deux-Sèvres
- Démographie des Deux-Sèvres